# Neal Schon
Neal Joseph Schon (Oklahoma, 27 de fevereiro de 1954) é um guitarrista de rock americano, compositor e vocalista, mais conhecido por seu trabalho com as bandas Journey e Bad English. Ele foi um membro da banda de rock Santana antes de formar Journey, e também foi um membro original do Hardline.
Schon foi introduzido no Oklahoma Music Hall of Fame em 23 de agosto de 2013, e no Rock and Roll Hall of Fame como membro do Journey em 7 de abril de 2017.

## Juventude e carreira
Neal Joseph Schon nasceu na Base Aérea de Tinker, em Oklahoma, filho de Matthew e Barbara Schon. Ele é de ascendência alemã e italiana. Seu pai era músico, arranjador e compositor de big band, e tocava e ensinava todos os instrumentos de palheta, com ênfase no saxofone tenor de jazz; sua mãe era uma cantora de big band. Schon começou a tocar guitarra aos 10 anos. Ele estudou na Aragon High School em San Mateo, Califórnia.
Aprendiz rápido, ele se juntou ao Santana aos 17 anos, em 1971. Schon disse que foi convidado por Eric Clapton para se juntar a Derek and the Dominos,mas que ele se juntou ao Santana, tocando nos álbuns Santana III e Caravanserai.[carece de fontes?] According to Bobby Whitlock, 
ele é um ótimo guitarrista. Quando ele era criança, seu pai o trouxe para um de nossos shows… quando Derek and the Dominoes estava fazendo nossa turnê americana. E seu pai tentou o seu melhor para convencer Eric a deixá-lo tocar em nossa banda. Ele não tinha muito a dizer, mas sentou-se conosco. E era apenas ... não combinava. Ele era muito talentoso, jovem guitarrista, no início da adolescência. Sua carreira aconteceu de qualquer maneira ... sem nós, mas não precisávamos de um adolescente na banda. Eu estava apenas alguns anos depois de ser um adolescente, então eu sabia o que esperar. E sua forma de tocar era totalmente errada para nós. Se Neal Schon estava em algum lugar, ele estava nos bastidores e eu o vi. A gente sempre ficava apertado, Eric não tinha camarim, não era assim, carregávamos nossas malas, e eles traziam apenas duas guitarras. Se Eric quebrou uma corda, ele mudou suas próprias cordas no palco. Não sabíamos quem era Neil Schon, ele apareceu com o pai. E duas vezes. Como eu disse, ele teve uma ótima carreira de qualquer maneira, quando você é talentoso assim, isso vai acontecer. As bandas com as quais ele conseguiu, eles precisavam desse tipo de tocar ... Ele se saiu bem sem nós. Ele não precisava de nós e nós não precisávamos dele. Ele era apenas uma das muitas pessoas que queriam jogar conosco.

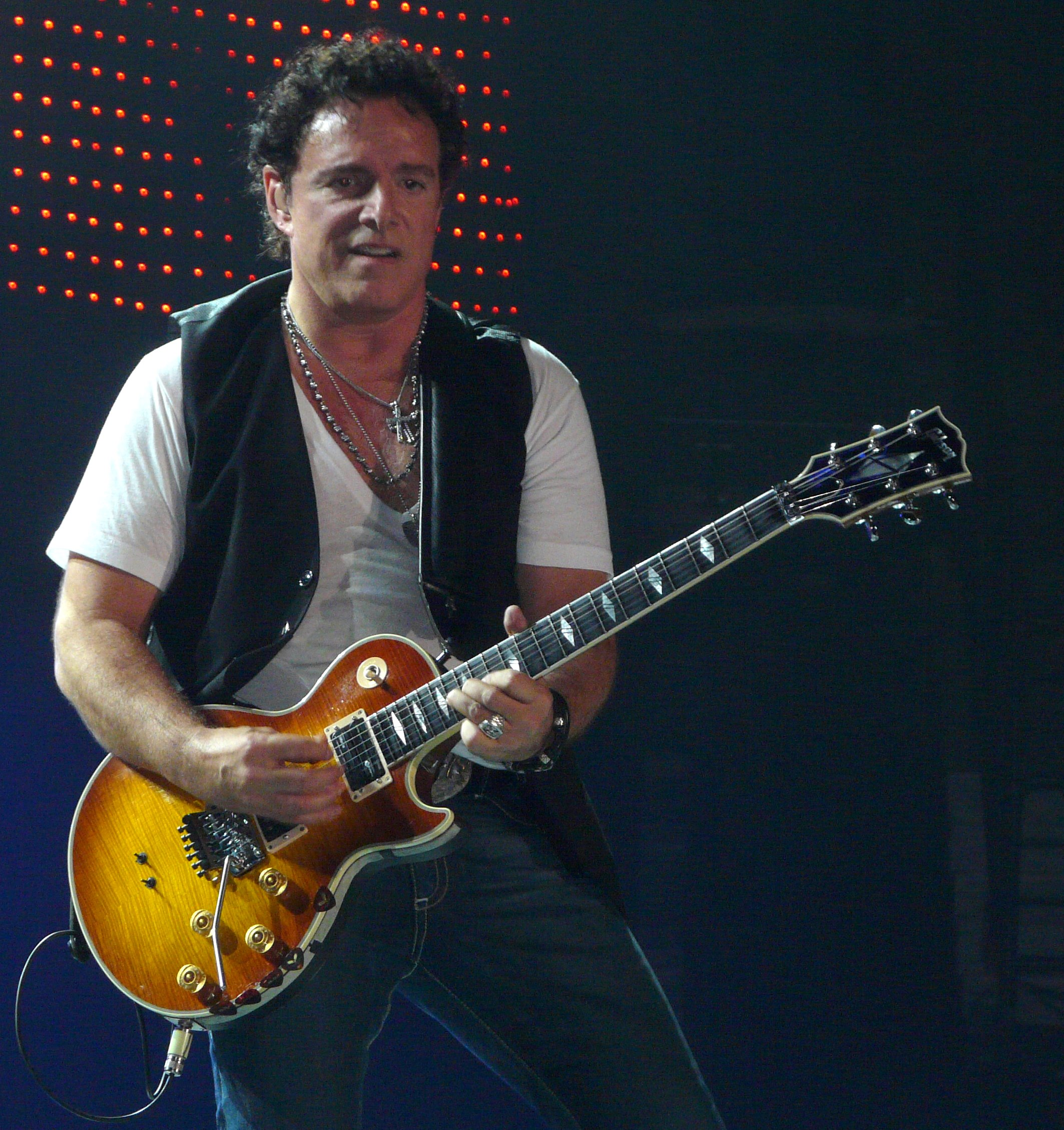
Schon ao vivo em 2008 com a Journey.

Schon também tocou na banda Azteca. Em 1973, ele e Gregg Rolie co-fundaram Journey.
O estilo de guitarra de Schon foi descrito como soulful, inspirando-se nos cantores de soul dos anos 1960, como Aretha Franklin e Gladys Knight, e combinando-o com blues semelhantes a BB King. Ele foi influenciado por guitarristas como Eric Clapton, Jimi Hendrix, Carlos Santana e Wes Montgomery. 
Além de seus nove álbuns solo e 14 álbuns de estúdio com Journey, o trabalho de Schon também inclui: um par de álbuns com o tecladista Jan Hammer, colaborações de curto prazo com Sammy Hagar (HSAS e Planet Us) e Paul Rodgers, passagens com Bad English (um supergrupo que apresentava Jonathan Cain e Deen Castronovo do Journey e os ex-companheiros de banda do Babys de Cain, John Waite e Ricky Phillips) e Hardline (que também apresentava Castronovo). Mesmo com a última formação do Journey tocando para um grupo de fãs ainda fiéis, Schon mergulhou em projetos paralelos como Piranha Blues (1999);" Black Soup Cracker", uma roupa funk que apresenta os ex-associados do Prince, Rosie Gaines e Michael Bland; e Soul SirkUS com Jeff Scott Soto.
Schon pode ser ouvido em outros álbuns, incluindo três faixas em The Hunger , de Michael Bolton, com o som de Schon mais reconhecível em "(Sittin 'On) The Dock of the Bay". Ele também se juntou a Larry Graham para jogar em uma banda all-star para o artista cult funk e ex-mulher de Miles Davis, Betty Davis. Além disso, Schon (junto com o então gerente Journey Herbie Herbert) também contribuiu com Lenny White em 1977 no álbum ''Big City'', especificamente o congestionamento instrumental 'E que nós nos encontrarmos outra vez'.
Em 9 de fevereiro de 2018, Schon fez um show beneficente no The Independent de São Francisco, beneficiando North Bay Fire Relief. O grupo recrutado contou com o ex-baterista do Journey Deen Castronovo (que também cantou alguns dos vocais), o ex-tecladista do Journey Gregg Rolie e o baixista Marco Mendoza do The Dead Daisies.
Em 2019, Schon anunciou uma turnê que se chamará Neal Schon's Journey Through Time. A turnê foi programada para apresentar Castronovo, Rolie e Mendoza.

## Guitarras
A primeira guitarra de Schon foi uma Stella acústica, seguida dois anos depois por uma Gibson ES-335 . Quando o 335 foi roubado, ele o substituiu por uma reedição da Les Paul Goldtop de 56 que ele usou por muitos anos. Schon usou guitarras Gibson ao longo dos anos e teve uma edição limitada do modelo Les Paul chamado Neal Schon Signature Model Custom Les Paul, do qual Gibson fez apenas 35, de acordo com o site Gibson Custom (80 de acordo com o site de Neal Schon).  Ele já empregou guitarras de Godin em seu álbum solo Beyond the Thunder, de 1995, e mais recentemente usa guitarras de Paul Reed Smith. No final dos anos 1980, Schon fabricou (através da Jackson Guitars e mais tarde Larrivee) e tocou sua própria linha de guitarras. Simplesmente chamado de Schon, cerca de 200 dos modelos produzidos por Jackson foram feitos.
A partir de 2008, Schon atualmente prefere pedais de guitarra da Xotic, um modelo Vox Satriani e ocasionalmente usa um pedal wah Buddy Guy.

## Vida pessoal

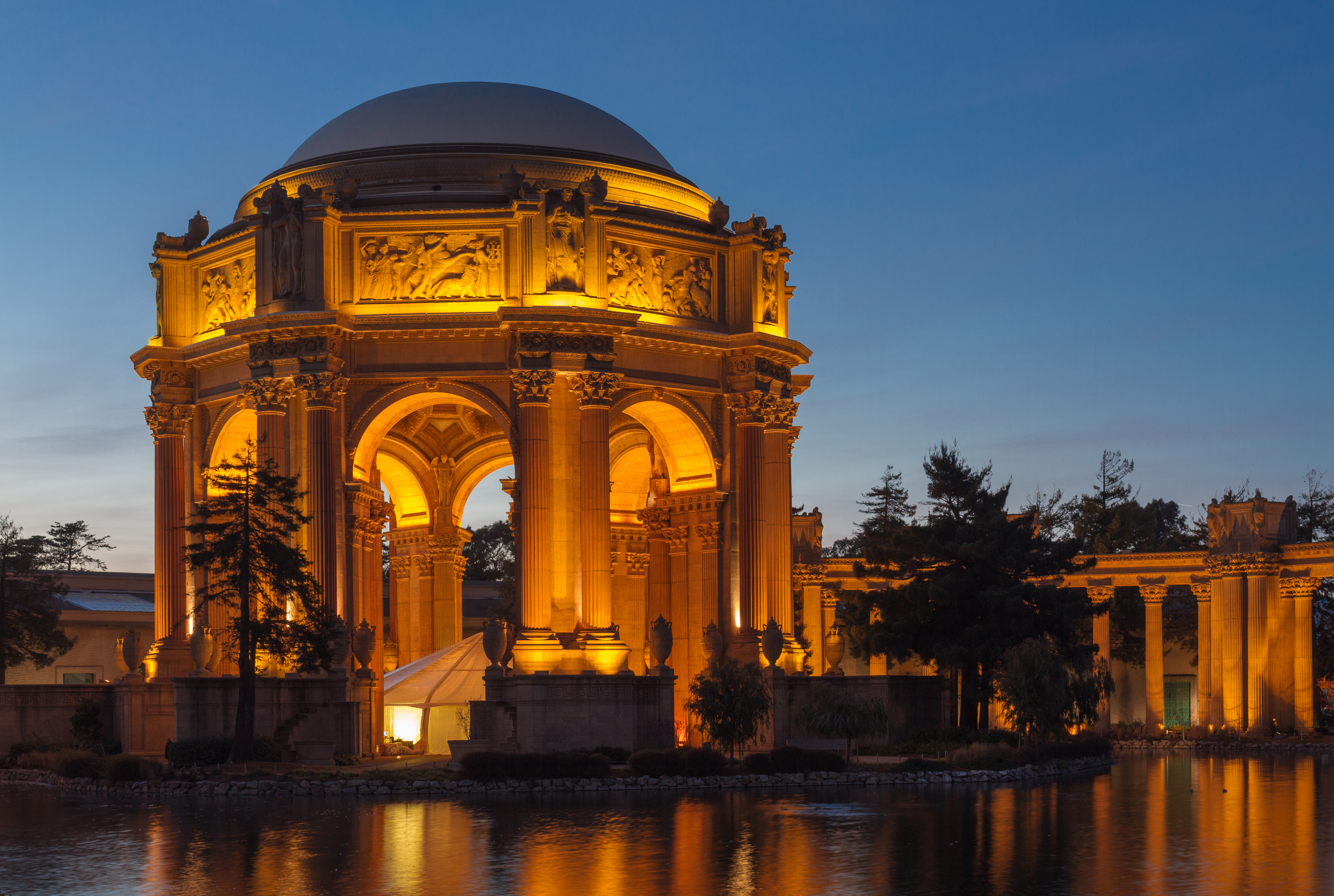
Em 15 de dezembro de 2013, Neal Schon casou-se com Michaele Salahi no Palace of Fine Arts de San Francisco. Para esta ocasião, foi erguida uma tenda branca (foto) na rotunda do Palácio.

Em setembro de 2011, Schon confirmou publicamente que mantinha um relacionamento com Michaele Salahi . Os dois disseram que haviam namorado anos antes, na década de 1990, e eram muito felizes juntos.
Em 14 de outubro de 2012, Schon pediu Salahi em casamento em casamento durante um concerto de caridade no Lyric Opera House em Baltimore, Maryland, oferecendo a ela um anel de noivado de diamante oval de 11,42 quilates.
O casal se casou em 15 de dezembro de 2013 em um casamento transmitido ao vivo no Palace of Fine Arts em San Francisco, Califórnia. O casamento é o quinto de Schon e o segundo de Salahi.
Schon confirmou que tem zumbido, que causa zumbido constante nos ouvidos, comum em músicos que fazem turnês extensas.

## Discografia
| - Late Nite (1989) - Beyond the Thunder (1995) - Electric World (1997) - Piranha Blues (1999) - Voice (2001) - I on U (2005) - The Calling (2012) - So U (2014) - Vortex (2015) - Universe (2020) - Santana III (1971) - Caravanserai (1972) - Santana IV (2016) - Azteca (1972) - Pyramid of the Moon (1973) - Journey (1975) - Look into the Future (1976) - Next (1977) - Infinity (1978) - Evolution (1979) - Departure (1980) - Escape (1981) - Frontiers (1983) - Raised on Radio (1986) - Trial by Fire (1996) - Arrival (2001) - Generations (2005) - Revelation (2008) - Eclipse (2011) - Untold Passion (1981) - Here to Stay (1982) - Through the Fire (1984) - Bad English (1989) - Backlash (1991) | - Hot Cherie EP (1992) - Double Eclipse (1992) - Can't Find My Way EP (1992) - II (2002) - Muddy Water Blues: A Tribute to Muddy Waters (1993) - The Hendrix Set (1993) - Now (1997; co-writer of "Saving Grace") - Paul Rodgers & Friends Live at Montreux 1994 (2011) - All One People (1991) - Abraxas Pool (1997) - World Play (2004) - Betty Davis – Betty Davis (1973) - Robert Fleischman - Perfect Stranger (1979) - Sammy Hagar - Danger Zone (1980) - Tané Cain - Tané Cain (1983) - Silver Condor - Trouble at Home (1983) - Hear 'n Aid - Stars (1985) - Gregg Rolie - Gregg Rolie (1985) - Eric Martin - Eric Martin (1985; co-writer of "Just One Night") - Joe Cocker - Cocker (1986) - Gregg Rolie - Gringo (1987) - Michael Bolton - The Hunger (1987) - Jimmy Barnes - Freight Train Heart (1987) - Glen Burtnick (ex Styx) - Heroes and Zeroes (1987) - The Allman Brothers Band - Where It All Begins (1994; co-writer of "Temptation Is a Gun") - Frederiksen/Phillips - Frederiksen/Phillips (1995) - Fergie Frederiksen – Equilibrium (1999) - Carmine Appice - Guitar Zeus - Safe (1996) - Various artists - Merry Axemas, Vol. 2: More Guitars for Christmas (1998) - Trichromes - Trichromes (2002) - Mickey Thomas - Over the Edge (2004) - Beth Hart - "Les Paul & Friends: American Made World Played" (2005) - Radioactive - Taken (2005) - Sammy Hagar - Cosmic Universal Fashion (2008) - Gary Schutt - Loss 4 Words (2008; guitar solo on "Road Trip") - Lee Ritenour - Lee Ritenour's 6 String Theory (2010) - Two Fires - Burning Bright (2011; co-writer of "Some Things Are Better Left Unsaid") - Eric Martin - Mr. Rock Vocalist (2012) - Revolution Saints - Revolution Saints (2015) |

### Origens
- Daniels, Neil (2011). The Untold Story of Journey. London: Omnibus Press. ISBN 978-1-84938-657-9
- Pete Prown; HP Newquist (1997). Legends of Rock Guitar. [S.l.]: Hal Leonard. 1947 páginas. ISBN 9781476850931